# Étoile du Sud (diamant)

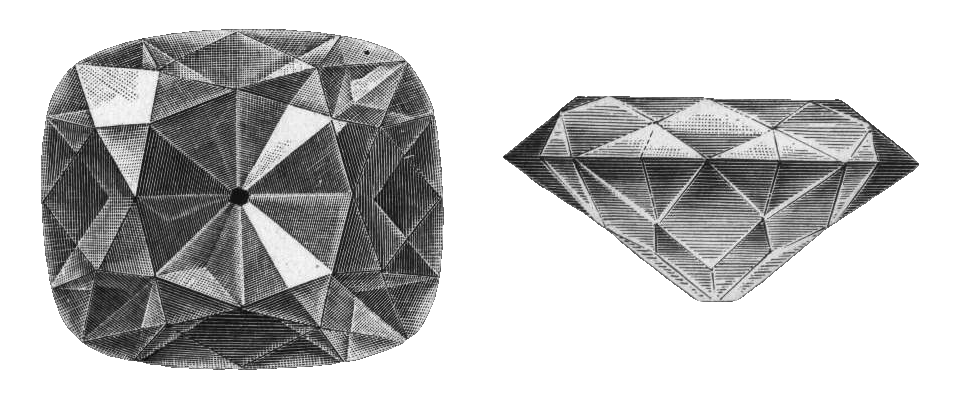
Le diamant, taille coussin, 128 carats.

Sayajî Râo III Gâekwâr de Baroda en 1875, lors de son accession au trône. Il porte un collier qui intègre lÉtoile du Sud.

L'Étoile du Sud, ou Star of the South pour les anglophones, est un diamant à reflets roses découvert en 1853 au Brésil et acheté en 2002 par la maison Cartier.

## Découverte
En juillet 1853, une esclave noire, Madi Magassa, trouve une pierre brute dans un placer sur les rives du fleuve Begagem, dans la région du Minas Gerais au Brésil. Cette découverte exceptionnelle lui permit d'obtenir sa liberté et une pension à vie

## Caractéristiques
La pierre avait un poids brut de 261,24 carats lors de sa découverte. Taillée en coussin rectangulaire par la maison Martin E.Coster à Amsterdam, elle produit un diamant de 128,48 carats (25,696 g), ses dimensions sont 35 mm x 29 mm x 19 mm. Sa couleur est blanche mais sa cristallisation particulière produit des reflets rose pâle.